# Molybdänarsenid
Molybdänarsenid ist eine chemische Verbindung aus der Gruppe der Arsenide. Neben diesem sind mit Mo2As3 und Mo5As4 mindestens zwei weitere Molybdänarsenide bekannt.

## Gewinnung und Darstellung
Molybdänarsenid kann durch Reaktion von Molybdän mit Arsen bei 570 °C gewonnen werden.

## Eigenschaften
Molybdänarsenid ist ein schwarzer Feststoff, der bei 0,41 K supraleitend wird. Die Verbindung hat eine monokline Kristallstruktur mit der Raumgruppe C2/m (Raumgruppen-Nr. 12). Es ähnelt in seinen Eigenschaften Molybdänphosphid, da es unlöslich in konzentrierter Salzsäure oder ammoniakalischem Wasserstoffperoxid, aber leicht löslich in Salpetersäure, heißer konzentrierter Schwefelsäure oder Königswasser ist.